# Synagoge (Deidesheim)
Die Synagoge in der pfälzischen Kleinstadt Deidesheim war das Gotteshaus der jüdischen Gemeinde in Deidesheim. Sie liegt in der Bahnhofstraße 19 und gehört heute der Stadt Deidesheim. Die ehemalige Synagoge wird für kulturelle Veranstaltungen genutzt.

## Architektur
Das Gebäude ist ein rechteckiger Bau zu zwei mal drei Fensterachsen mit Walmdach und verputztem Äußeren über hohem, aus Sandsteinquadern gefügtem Sockel. Der Saal im Inneren wird von schwachen stuckierten Lisenen gegliedert, die ein mehrfach profiliertes Gesims tragen. Die Fenster werden von Rundbögen überspannt, welche die ehemalige Synagoge sofort als Sakralbau erkennen lassen. Die Synagoge ist wegen ihrer neuromanischen Elemente typisch für solche aus der Mitte des 19. Jahrhunderts.

## Geschichte
Die Synagoge wurde 1852 erbaut. Die jüdische Gemeinde Deidesheim hatte zuvor das Grundstück in günstiger Lage gekauft, nachdem der bisherige Gebetssaal wegen Baufälligkeit nicht mehr genutzt werden konnte.
Wegen der sinkenden Zahl von Gemeindemitgliedern gestaltete es sich Anfang des 20. Jahrhunderts zunehmend schwieriger für die jüdische Gemeinde, die Instandhaltung der Synagoge zu finanzieren. Dieser Umstand führte Ende 1936 zum Verkauf der Synagoge, was das Gebäude vermutlich davor bewahrte, während der Novemberpogrome 1938 zerstört zu werden.
Nach seinem Verkauf diente das Gebäude einige Jahrzehnte als Lagerhalle. Am 2. Juni 1987 wurde der Bau unter Denkmalschutz gestellt und 1992 von der Stadt Deidesheim gekauft.
Mit Unterstützung des Freundeskreises ehemalige Deidesheimer Synagoge e. V. erfolgte seit 1995 eine schrittweise Sanierung. Am 2. Mai 2004 wurde das Gebäude nach Vollendung der Sanierungsmaßnahmen als Kulturhaus am Schlosspark – ehemalige Synagoge eingeweiht und wird seither für kulturelle Veranstaltungen wie Konzerte, Lesungen und kleinere Ausstellungen genutzt. Der kleine Hof vor dem Gebäude wurde 2014 nach dem Deidesheimer Oswald Feis benannt, der von den Nationalsozialisten ermordet wurde.
Am 21. August 2016 wurde die Synagoge bei einem Brand schwer beschädigt, der von einem Nachbargebäude auf die Synagoge übergegriffen hatte. Der Dachstuhl brannte vollständig aus. Die Synagoge wurde danach wiederhergestellt, die Renovierungsarbeiten waren im Oktober 2018 abgeschlossen.